# Gonçalves Dias (Maranhão)
Pour l’article homonyme, voir Gonçalves Dias.
Gonçalves Dias est une municipalité brésilienne située dans l'État du Maranhão.